# Гонщик (фільм, 1928)
«Гонщик» (англ. Speedy) — американський комедійний бойовик режисера Теда Вільде 1928 року. Постановник Тед Вільде був номінований на єдину в історії премію «Оскар» за найкращу режисуру в жанрі кінокомедії (яка існувала тільки в рамках першої церемонії 1929 року).

## Сюжет
Нью-Йорк, середина 1920-х років. Немолодий містер Діллон володіє невеликою рейковою гілкою, трамвайним вагоном на кінній тязі і здавна обслуговує кілька прилеглих вулиць. Його внучка Джейн закохана в свого нареченого Гарольда Свіфта по прізвиську Спіді. Молода людина з невгамовним характером постійно потрапляє в комічні, іноді небезпечні пригоди і не має через це постійної роботи та заробітку.
Велика компанія вирішила скупити майно дрібних приватних перевізників для того, щоб об'єднати міську мережу трамвайних шляхів. Містер Діллон призначає гідну ціну, яка здається покупцеві надмірною. Нечистоплотний віце-президент компанії Вілтон знає, що він зможе конфіскувати гілку Діллона безкоштовно, якщо належить тому трамвай не вийде в рейс протягом 24 годин. Промисловець наймає вуличних хуліганів, які повинні зав'язати в трамваї бійку і в суєті вбити старого-вагоновода. Цей план стає відомим Спіді, він на день підміняє містера Діллона і, звернувшись за допомогою до місцевих стариганів — ветеранів Першої світової війни, дає разом з ними гідну відсіч бандитам. На наступний день нещасливий вагон просто викрадають і ховають на іншій стороні міста. Спіді вистежує злодіїв і здійснює запаморочливу гонку на трамваї через весь Нью-Йорк, щоб у визначений термін вивести вагон на лінію. Він укладається в потрібний час, і містеру Вілтону доводиться оплатити вже десятикратну ціну до призначеної Діллоном раніше.

## У ролях
- Гарольд Ллойд — Гарольд Свіфт по прізвищу Спіді
- Енн Крісті — Джейн Діллон, його наречена
- Берт Вудруфф — містер Діллон, її дід
- Брайн Дуглас — віце-президент Вілтон
- Бейб Рут — камео